# European Rail Research Institute
Het European Rail Research Institute (ERRI) was een stichting naar Nederlands recht binnen de Internationale Unie van Spoorwegen (Union Internationale des Chemins de fer, UIC) voor het verrichten van onderzoek, studies en beproevingen in vakgebieden met een gemeenschappelijk belang. De stichting werd opgericht in 1992, als opvolging van het Bureau voor Onderzoek en Proefnemingen (Office de Recherches et d'Essais, ORE), 1950-1992, van de UIC. In 2000 had ERRI 32 Europese deelnemers en 10 gerelateerde partijen uit 28 landen.
Het Instituut voerde onderzoeksprojecten uit met verschillende partners (spoorwegondernemingen, eigenaren of fabrikanten van infrastructuur, instellingen voor technisch onderzoek, universiteiten en andere). Het speurwerk was voornamelijk gericht op verbetering van de productiviteit, verlaging van operationele kosten, onderlinge uitwisselbaarheid en op milieuvraagstukken. In 1998 is ERRI gestart met een commerciële tak, European Rail Services BV (ERS). 
De vergadering van deelnemers heeft besloten de activiteiten per 30 juni 2004 stop te zetten. De door ERRI geproduceerde rapporten worden sindsdien door de UIC uitgegeven.